# Gabriel Silva
Gabriel Moisés Antunes da Silva, född 13 maj 1991, mer känd som Gabriel Silva, är en brasiliansk fotbollsspelare.

## Karriär

### Palmeiras
Gabriel Silva debuterade för Palmeiras den 27 januari 2010 i en 1–0-vinst över Monte Azul i Campeonato Paulista. Han gjorde sin Série A-debut den 26 maj 2010 i en 1–0-förlust mot São Paulo. Den 18 juli 2010 gjorde Gabriel Silva sitt första mål i en 4–2-förlust mot Avaí.

### Udinese
I november 2011 värvades Gabriel Silva av italienska Udinese. I februari 2012 lånades han ut till Novara. I juli 2015 lånades Gabriel Silva ut till Carpi. I januari 2016 lånades han istället ut till Genoa. I juli 2016 lånades Gabriel Silva ut till spanska Granada.

### Saint-Étienne
Den 9 augusti 2017 värvades Gabriel Silva av franska Saint-Étienne, där han skrev på ett treårskontrakt. Gabriel Silva gjorde sin Ligue 1-debut den 12 augusti 2017 i en 1–0-vinst över Caen, där han blev inbytt i den 86:e minuten mot Romain Hamouma. Den 24 september 2017 gjorde Gabriel Silva sitt första mål för Saint-Étienne i en 2–2-match mot Rennes, där han även fick rött kort i slutet av matchen.
I januari 2019 förlängde han sitt kontrakt i Saint-Étienne fram till 2023. Följande månad råkade Gabriel Silva ut för en hälseneskada, vilket gjorde att han missade resten av säsongen. Den 27 januari 2023 kom Silva överens med Saint-Étienne om att bryta sitt kontrakt i förtid.

## Meriter
Brasilien U20
- Sydamerikanska U20-mästerskapet: 2011
- U20-världsmästerskapet: 2011